# シリコンバレー・クラシック
シリコンバレー・クラシック（Silicon Valley Classic）は、毎年7月中旬にカリフォルニア州のサンノゼ州立大学テニス競技場で開催される全米オープンシリーズの大会。WTA500トーナメント。2017年まではバンク・オブ・ウェスト・クラシック（Bank of the West Classic）としてカリフォルニア州のスタンフォード大学テニス競技場で開催されていた。
大会は1971年にバージニア・スリム・サーキットの大会として始まり、女子だけのテニス大会としては最古の大会である。マルチナ・ナブラチロワはこれまでに5度優勝している。

## 大会歴代優勝者

### シングルス
| 年   | 優勝者                           | 準優勝者                         | 決勝結果            |
| ---- | -------------------------------- | -------------------------------- | ------------------- |
| 1971 | ビリー・ジーン・キング           | ロージー・カザルス               | 6–3, 6–4            |
| 1972 | ビリー・ジーン・キング           | ケリー・レイド                   | 7–6, 7–6            |
| 1973 | マーガレット・スミス・コート     | ケリー・レイド                   | 6–3, 6–3            |
| 1974 | ビリー・ジーン・キング           | クリス・エバート                 | 7–6(2), 6–2         |
| 1975 | クリス・エバート                 | ビリー・ジーン・キング           | 6–1, 6–1            |
| 1976 | クリス・エバート                 | イボンヌ・グーラゴング・コーリー | 7–5, 7–6(2)         |
| 1977 | スー・バーカー                   | バージニア・ウェード             | 6–3, 6–4            |
| 1978 | 開催なし                         | 開催なし                         | 開催なし            |
| 1979 | マルチナ・ナブラチロワ           | クリス・エバート                 | 7–5, 7–5            |
| 1980 | マルチナ・ナブラチロワ           | イボンヌ・グーラゴング・コーリー | 6–1, 7–6(4)         |
| 1981 | アンドレア・イエガー             | バージニア・ウェード             | 6–3, 6–1            |
| 1982 | アンドレア・イエガー             | クリス・エバート                 | 7–6(5), 6–4         |
| 1983 | ベッティーナ・バンジ             | シルビア・ハニカ                 | 6–3, 6–3            |
| 1984 | ハナ・マンドリコワ               | マルチナ・ナブラチロワ           | 7–6(6), 3–6, 6–4    |
| 1985 | ハナ・マンドリコワ               | クリス・エバート                 | 6–2, 6–4            |
| 1986 | クリス・エバート                 | キャシー・ジョーダン             | 6–2, 6–4            |
| 1987 | ジーナ・ガリソン                 | シルビア・ハニカ                 | 7–5, 4–6, 6–3       |
| 1988 | マルチナ・ナブラチロワ           | ラリサ・サブチェンコ             | 6–1, 6–2            |
| 1989 | ジーナ・ガリソン                 | ラリサ・サブチェンコ             | 6–1, 6–1            |
| 1990 | モニカ・セレシュ                 | マルチナ・ナブラチロワ           | 6–3, 7–6(5)         |
| 1991 | マルチナ・ナブラチロワ           | モニカ・セレシュ                 | 6–3, 3–6, 6–3       |
| 1992 | モニカ・セレシュ                 | マルチナ・ナブラチロワ           | 6–3, 6–4            |
| 1993 | マルチナ・ナブラチロワ           | ジーナ・ガリソン                 | 6–2, 7–6(1)         |
| 1994 | アランチャ・サンチェス・ビカリオ | マルチナ・ナブラチロワ           | 1–6, 7–6(5), 7–6(5) |
| 1995 | マグダレナ・マレーバ             | 杉山愛                           | 6–3, 6–4            |
| 1996 | マルチナ・ヒンギス               | モニカ・セレシュ                 | 6–2, 6–0            |
| 1997 | マルチナ・ヒンギス               | コンチタ・マルティネス           | 6–0, 6–2            |
| 1998 | リンゼイ・ダベンポート           | ビーナス・ウィリアムズ           | 6–4, 5–7, 6–4       |
| 1999 | リンゼイ・ダベンポート           | ビーナス・ウィリアムズ           | 7–6(1), 6–2         |
| 2000 | ビーナス・ウィリアムズ           | リンゼイ・ダベンポート           | 6–1, 6–4            |
| 2001 | キム・クライシュテルス           | リンゼイ・ダベンポート           | 6–4, 6–7(5), 6–1    |
| 2002 | ビーナス・ウィリアムズ           | キム・クライシュテルス           | 6–3, 6–3            |
| 2003 | キム・クライシュテルス           | ジェニファー・カプリアティ       | 4–6, 6–4, 6–2       |
| 2004 | リンゼイ・ダベンポート           | ビーナス・ウィリアムズ           | 7–6(4), 5–7, 7–6(4) |
| 2005 | キム・クライシュテルス           | ビーナス・ウィリアムズ           | 7–5, 6–2            |
| 2006 | キム・クライシュテルス           | パティ・シュナイダー             | 6–4, 6–2            |
| 2007 | アンナ・チャクベタゼ             | サニア・ミルザ                   | 6–3, 6–2            |
| 2008 | アレクサンドラ・ウォズニアク     | マリオン・バルトリ               | 7–5, 6–3            |
| 2009 | マリオン・バルトリ               | ビーナス・ウィリアムズ           | 6–2, 5–7, 6–4       |
| 2010 | ビクトリア・アザレンカ           | マリア・シャラポワ               | 6–4, 6–1            |
| 2011 | セリーナ・ウィリアムズ           | マリオン・バルトリ               | 7–5, 6–1            |
| 2012 | セリーナ・ウィリアムズ           | ココ・バンダウェイ               | 7–5, 6–3            |
| 2013 | ドミニカ・チブルコバ             | アグニエシュカ・ラドワンスカ     | 3–6, 6–4, 6–4       |
| 2014 | セリーナ・ウィリアムズ           | アンゲリク・ケルバー             | 7–6(1), 6-3         |
| 2015 | アンゲリク・ケルバー             | カロリナ・プリスコバ             | 6–3, 5–7, 6–4       |
| 2016 | ジョアンナ・コンタ               | ビーナス・ウィリアムズ           | 7–5, 5–7, 6–2       |
| 2017 | マディソン・キーズ               | ココ・バンダウェイ               | 7–6(4), 6–4         |
| 2018 | ミハエラ・ブザルネスク           | マリア・サッカリ                 | 6–1, 6–0            |
| 2019 | 鄭賽賽                           | アリーナ・サバレンカ             | 6−3, 7−6(3)         |

### ダブルス
| 年   | 優勝者                                                  | 準優勝者                                                  | 決勝結果          |
| ---- | ------------------------------------------------------- | --------------------------------------------------------- | ----------------- |
| 1971 | ロージー・カザルス ビリー・ジーン・キング               | フランソワーズ・デュール アン・ヘイドン＝ジョーンズ       | 6–4, 6–7, 6–1     |
| 1972 | ロージー・カザルス バージニア・ウェード                 | フランソワーズ・デュール ジュディ・テガート               | 6–3, 5–7, 6–2     |
| 1973 | マーガレット・スミス・コート レスリー・ハント           | ウェンディ・オーバートン Valerie Ziegenfuss               | 6–1, 7–5          |
| 1974 | クリス・エバート ビリー・ジーン・キング                 | フランソワーズ・デュール ベティ・ストーブ                 | 6–4, 6–2          |
| 1975 | クリス・エバート ビリー・ジーン・キング                 | ロージー・カザルス バージニア・ウェード                   | 6–2, 7–5          |
| 1976 | ビリー・ジーン・キング ベティ・ストーブ                 | ロージー・カザルス フランソワーズ・デュール               | 6–4, 6–1          |
| 1977 | ケリー・レイド グリア・スティーブンス                   | スー・バーカー アン清村                                   | 6–3, 6–1          |
| 1978 | 開催なし                                                | 開催なし                                                  | 開催なし          |
| 1979 | ロージー・カザルス クリス・エバート                     | トレーシー・オースチン ベティ・ストーブ                   | 3–6, 6–4, 6–3     |
| 1980 | スー・バーカー アン清村                                 | グリア・スティーブンス バージニア・ウェード               | 6–0, 6–4          |
| 1981 | ロージー・カザルス ウェンディ・ターンブル               | マルチナ・ナブラチロワ バージニア・ウェード               | 6–1, 6–4          |
| 1982 | バーバラ・ポッター シャロン・ウォルシュ                 | キャシー・ジョーダン パム・シュライバー                   | 6–1, 3–6, 7–6(5)  |
| 1983 | クラウディア・コーデ＝キルシュ エヴァ・プファッフ       | ロージー・カザルス ウェンディ・ターンブル                 | 6–4, 4–6, 6–4     |
| 1984 | マルチナ・ナブラチロワ パム・シュライバー               | ロージー・カザルス アリシア・モールトン                   | 6–2, 6–3          |
| 1985 | ハナ・マンドリコワ ウェンディ・ターンブル               | ロザリン・フェアバンク キャンディ・レイノルズ             | 4–6, 7–5, 6–1     |
| 1986 | ハナ・マンドリコワ ウェンディ・ターンブル               | ボニー・ガドゥセク ヘレナ・スコバ                         | 7–6(5), 6–1       |
| 1987 | ハナ・マンドリコワ ウェンディ・ターンブル               | ジーナ・ガリソン ガブリエラ・サバティーニ                 | 6–4, 7–6(4)       |
| 1988 | ロージー・カザルス マルチナ・ナブラチロワ               | ハナ・マンドリコワ ヤナ・ノボトナ                         | 6–4, 6–4          |
| 1989 | パティ・フェンディック ジル・ヘザリントン               | ラリサ・サブチェンコ ナターシャ・ズベレワ                 | 7–5, 3–6, 6–2     |
| 1990 | メレディス・マグラス アン・スミス                       | ロザリン・フェアバンク ロビン・ホワイト                   | 2–6, 6–0, 6–4     |
| 1991 | パティ・フェンディック ジジ・フェルナンデス             | マルチナ・ナブラチロワ パム・シュライバー                 | 6–4, 7–5          |
| 1992 | ジジ・フェルナンデス ナターシャ・ズベレワ               | ロザリン・フェアバンク グレッチェン・メジャーズ           | 3–6, 6–2, 6–4     |
| 1993 | パティ・フェンディック メレディス・マグラス             | アマンダ・クッツァー イネス・ゴロチャテギ                 | 6–2, 6–0          |
| 1994 | リンゼイ・ダベンポート アランチャ・サンチェス・ビカリオ | ジジ・フェルナンデス マルチナ・ナブラチロワ               | 7–5, 6–4          |
| 1995 | ロリ・マクニール ヘレナ・スコバ                         | カトリナ・アダムズ ジーナ・ガリソン                       | 3–6, 6–4, 6–3     |
| 1996 | リンゼイ・ダベンポート メアリー・ジョー・フェルナンデス | イリナ・スピールリア ナタリー・トージア                   | 6–1, 6–3          |
| 1997 | リンゼイ・ダベンポート マルチナ・ヒンギス               | コンチタ・マルティネス パトリシア・タラビーニ             | 6–1, 6–3          |
| 1998 | リンゼイ・ダベンポート ナターシャ・ズベレワ             | ラリサ・ネーランド エレナ・タタルコワ                     | 6–4, 6–4          |
| 1999 | リンゼイ・ダベンポート コリーナ・モラリュー             | アンナ・クルニコワ エレーナ・リホフツェワ                 | 6–4, 6–4          |
| 2000 | チャンダ・ルビン サンドリーヌ・テスチュ                 | カーラ・ブラック エミー・フレージャー                     | 6–4, 6–4          |
| 2001 | ジャネット・リー ウィン・プラクスヤ                     | ニコル・アレント カロリネ・ビス                           | 3–6, 6–3, 6–3     |
| 2002 | リサ・レイモンド レネ・スタブス                         | ヤネッテ・フサロバ コンチタ・マルティネス                 | 6–1, 6–1          |
| 2003 | カーラ・ブラック リサ・レイモンド                       | 趙倫貞 フランチェスカ・スキアボーネ                       | 7–6(5), 6–1       |
| 2004 | エレニ・ダニリドゥ ニコル・プラット                     | イベタ・ベネソバ クローディーヌ・ショール                 | 6–2, 6–4          |
| 2005 | カーラ・ブラック レネ・スタブス                         | エレーナ・リホフツェワ ベラ・ズボナレワ                   | 6–3, 7–5          |
| 2006 | アンナ＝レナ・グローネフェルト シャハー・ピアー         | マリア・エレナ・カメリン ヒセラ・ドゥルコ                 | 6–1, 6–4          |
| 2007 | サニア・ミルザ シャハー・ピアー                         | ビクトリア・アザレンカ アンナ・チャクベタゼ               | 6–4, 7–6(5)       |
| 2008 | カーラ・ブラック リーゼル・フーバー                     | エレーナ・ベスニナ ベラ・ズボナレワ                       | 6–4, 6–3          |
| 2009 | セリーナ・ウィリアムズ ビーナス・ウィリアムズ           | 詹詠然 モニカ・ニクレスク                                 | 6–4, 6–1          |
| 2010 | リンゼイ・ダベンポート リーゼル・フーバー               | 詹詠然 鄭潔                                               | 7–5, 6–7(8), 10–8 |
| 2011 | ビクトリア・アザレンカ マリア・キリレンコ               | リーゼル・フーバー リサ・レイモンド                       | 6–1, 6–3          |
| 2012 | マリーナ・エラコビッチ ヘザー・ワトソン                 | ヤルミラ・ガイドソバ バニア・キング                       | 7–5, 7–6(7)       |
| 2013 | ラケル・コップス＝ジョーンズ アビゲイル・スピアーズ     | ユリア・ゲルゲス ダリヤ・ユラク                           | 6–2, 7–6(4)       |
| 2014 | ガルビネ・ムグルサ カルラ・スアレス・ナバロ             | ポーラ・カニア カテリナ・シニアコバ                       | 6–2, 4–6, [10–5]  |
| 2015 | 徐一幡 鄭賽賽                                           | アナベル・メディナ・ガリゲス アランチャ・パラ・サントンハ | 6–1, 6–3          |
| 2016 | ラケル・アタウォ アビゲイル・スピアーズ                 | ダリア・ユラク アナスタシア・ロディオノワ                 | 6–3, 6–4          |
| 2017 | アビゲイル・スピアーズ ココ・バンダウェイ               | アリーゼ・コルネ アリシア・ロソルスカ                     | 6–2, 6–3          |
| 2018 | ラティシア・チャン クベタ・ペシュケ                     | リュドミラ・キチェノク ナディヤ・キチェノク               | 6–4, 6–1          |
| 2019 | ニコール・メリヒャル クベタ・ペシュケ                   | 青山修子 柴原瑛菜                                         | 6−4, 6−4          |